# Encentrum subterraneum
Encentrum subterraneum är en hjuldjursart som först beskrevs av Adolf Remane 1949.  Encentrum subterraneum ingår i släktet Encentrum, och familjen Dicranophoridae. Arten är reproducerande i Sverige.